# Carl Kraft (Politiker)
Carl Kraft, auch Karl (* 18. September 1874 in Nieste; † 25. Juni 1952 in Kassel) war ein deutscher Landwirt und Politiker (SPD).

## Leben
Carl Kraft wurde als Sohn eines Arbeiters geboren. Nach dem Besuch der Volksschule absolvierte er eine Lehre als Horndrechsler und arbeitete seit 1899 als Drechsler in einer Stockfabrik. Später war er als Landwirt in Nieste tätig. Er leistete von 1894 bis 1896 Militärdienst und nahm von 1914 bis 1918 als Soldat am Ersten Weltkrieg teil, davon drei Jahre in Russland.
Kraft trat 1902 in die SPD ein und war von 1902 bis 1926 Vertrauensmann bzw. Vorsitzender der Sozialdemokraten in Nieste. Er war von 1904 bis 1919 Mitglied der Gemeindevertretung und amtierte von September 1919 bis März 1933 als Bürgermeister der Gemeinde Nieste. Von 1919 bis 1925 war Mitglied des Kreisausschusses und von 1928 bis 1933 Mitglied des Kreistages des Landkreises Kassel. Im Dezember 1924 wurde er als Abgeordneter in den Preußischen Landtag gewählt, dem er bis 1933 angehörte.
Nach der Machtübernahme der Nationalsozialisten wurde Kraft in „Schutzhaft“ genommen und von Juni bis Juli 1933 im KZ Breitenau interniert. Nach dem Attentat vom 20. Juli 1944 wurde er im Zuge der „Aktion Gitter“ im August des gleichen Jahres erneut verhaftet, zunächst ins Zuchthaus Wehlheiden nach Kassel und von dort aus in das KZ Sachsenhausen verbracht. Am 17. Oktober 1944 erfolgte seine Entlassung aus der KZ-Haft.
Kraft nahm nach dem Ende des Zweiten Weltkrieges seine politische Tätigkeit wieder auf und wurde 1945 Zweiter Vorsitzender der SPD Nieste. Er war von 1945 bis 1947 sowie von 1952 bis zu seinem Tode erneut Bürgermeister der Gemeinde Nieste und gleichzeitig Verwaltungsmitglied des Landkreises Kassel. Von 1947 bis 1952 war er Erster Kreisdeputierter des Landkreises Kassel.